# Arsenoustalečita
L'arsenoustalečita és un mineral de la classe dels sulfurs que pertany al subgrup de la ustalečita, dins el grup de la tetraedrita.

## Característiques
L'arsenoustalečita és un sulfur de fórmula química (Cu₄Cu₂)(Cu₄Cu⁺₂)(As₂Te₂)Se₁₂Se. Va ser aprovada com a espècie vàlida per l'Associació Mineralògica Internacional l'any 2023, i publicada a començaments de l'any següent. Cristal·litza en el sistema isomètric. És l'anàleg amb arsènic de l'estibioustalečita.
Les mostres que van servir per a determinar l'espècie, el que es coneix com a material tipus, es troben conservades a les col·leccions del departament de mineralogia i petrologia del Museu Nacional de Praga, a la República Txeca, amb el número de catàleg: p1p 7/2021, i a les col·leccions del Museu d'Història Natural de la Universitat de Pisa (Itàlia), amb el número de catàleg: 20026.

## Formació i jaciments
Va ser descoberta al jaciment d'urani d'Ústaleč, a Nalžovské Hory, dins el districte de Klatovy (Regió de Plzeň, República Txeca). Aquest indret és l'únic a tot el planeta on ha estat descrita aquesta espècie mineral.